# Диплатинагадолиний
Диплатинагадолиний — бинарное неорганическое соединение, интерметаллид
платины и гадолиния
с формулой GdPt2,
кристаллы.

## Получение
- Сплавление стехиометрических количеств чистых веществ:

{\displaystyle {\mathsf {2Pt+Gd\ {\xrightarrow {2050^{o}C}}\ GdPt_{2}}}}

## Физические свойства
Диплатинагадолиний образует кристаллы
кубической сингонии,
пространственная группа F d3m,
параметры ячейки a = 0,7635 нм, Z = 8,
структура типа димедьмагния MgCu2
.
Соединение конгруэнтно плавится при температуре 2050 °C
и имеет широкую область гомогенности 21÷34 ат.% гадолиния.